# Elk River (Minnesota)
Elk River és una població dels Estats Units a l'estat de Minnesota. Segons el cens del 2008 estimate tenia 23.187 habitants.

## Demografia
Segons el cens del 2000, Elk River tenia 16.447 habitants, 5.664 habitatges, i 4.400 famílies. La densitat de població era de 148,9 habitants per km².
Dels 5.664 habitatges en un 45,5% hi vivien nens de menys de 18 anys, en un 64,7% hi vivien parelles casades, en un 9,2% dones solteres, i en un 22,3% no eren unitats familiars. En el 17,2% dels habitatges hi vivien persones soles el 7% de les quals corresponia a persones de 65 anys o més que vivien soles. El nombre mitjà de persones vivint en cada habitatge era de 2,85 i el nombre mitjà de persones que vivien en cada família era de 3,24.
Per edats la població es repartia de la següent manera: un 31,3% tenia menys de 18 anys, un 8,5% entre 18 i 24, un 33,9% entre 25 i 44, un 18,3% de 45 a 60 i un 8% 65 anys o més.
L'edat mediana era de 32 anys. Per cada 100 dones de 18 o més anys hi havia 96,8 homes.
La renda mediana per habitatge era de 58.114 $ i la renda mediana per família de 65.471 $. Els homes tenien una renda mediana de 43.230 $ mentre que les dones 30.023 $. La renda per capita de la població era de 21.808 $. Entorn del 2,5% de les famílies i el 3,2% de la població estaven per davall del llindar de pobresa.

## Poblacions més properes
El següent diagrama mostra les poblacions més properes.